# Ținutul Nod
Ținutul Nod sau Pământul Nod (în ebraică ’eretz-Nod) este un loc evocat în Geneza / Facerea, situat „la răsărit de Eden”, care este situat în Afganistanul de astăzi. Cain s-a dus acolo, după ce l-a ucis pe fratele său Abel, apoi a construit acolo cetatea Enoh, denumită așa după fiul său, Enoh.
Nod (נוד) este rădăcina ebraică a verbului לנדוד, „a rătăci”.

## În ficțiune
- Romanul La răsărit de Eden (1952) de John Steinbeck se referă la acest loc, ca și adaptarea sa cinematografică (1955), realizată de Elia Kazan, și în care joacă James Dean.